# Garfield: Caught in the Act
Garfield: Caught in the Act is een platformspel met in de hoofdrol de stripkat Garfield.
Het spel is ontworpen door Sega en kwam uit in 1995 voor de Genesis/Mega Drive en de Game Gear. Het jaar erop verscheen het spel ook voor Windows. Daarna kwam het spel uit voor de PC samen met twee spellen over Sonic the Hedgehog in het “Sonic & Garfield Pack”

## Verhaal
Odie laat Garfield schrikken terwijl die net televisie aan het kijken is. Hierdoor valt Garfield boven op de tv. In een poging om de tv snel te repareren proberen Garfield en Odie de stukjes weer aan elkaar te plakken. Het resultaat lijkt totaal niet op een tv. Garfield gooit de 'reserveonderdelen' (eigenlijk onmisbare stukken voor de tv) weg, die vervolgens een elektronisch monster vormen dat Garfield de tv in transporteert…

## Het spel
Garfield: Caught in the Act is een platformspel waarin Garfield in staat is vijanden aan te vallen door het gooien van voorwerpen (de wapens en de afstand die een speler kan gooien verschillen per level). Er zijn ook twee speciale levels: een gebaseerd op een Whac-A-Mole-spel en een waarin Garfield door een tunnel vliegt en moet proberen Pookies te pakken voor een extra leven.

## Items
- Hamburger en Pizza – herstellen gezondheid
- Kof koffie (in de handleiding Java genoemd) - onsterfelijkheid
- Pooky- Garfields teddybeer. Doet dienst als een checkpoint vanaf waar Garfield weer kan beginnen als hij een leven verliest.
- Mallet – opent het Whac-a-mole-bonuslevel.

## Levels

### Mega Drive/Genesis
Count Slobula's CastleEen horrorfilmlevel dat zich afspeelt op een kerkhof. Garfield kan hierin slaan met een fakkel en gooien met schedels. Verder draagt hij een cape. De eindbaas is Graaf Slobula (parodie op Dracula), een vampierversie van Odie.
Revenge of OrangebeardEen piratenfilmomgeving. Garfields wapens zijn een houten zwaard en bommen. Verder draag hij een piratenhoed. De eindbaas is een skelet dat met botten gooit.
Cave Cat 3,000,000 BCEen Steentijdlevel gelijk aan het “Cave Cat”-verhaal uit Garfield: His 9 Lives. Garfield lijkt in dit level op een sabeltandkat. De wapens zijn een botknuppel en visgraten. De eindbaas is “Great Bob” (een groene sabeltand-Odie).
CatsablancaEen film noir-omgeving. Garfields wapens zijn een krant en blikjes. De eindbaas is een met bommen gooiende hond.
The Curse of CleofatraEen doolhoflevel in een Egyptische piramide. Garfields wapens zijn fakkels en Ankhs. De eindbaas is een Jon-sfinx.
Season FinaleGarfield komt oog in oog te staan met het elektronische monster, Glitch.
Abonnees van Sega Channel hadden verder nog toegang tot “Garfield: The Lost Levels”: drie extra levels waaronder Bonehead the Barbarian (een Vikinglandschat) en Slobbin' Hood (een Robin Hood-achtig baas).

### Game Gear
De levels van de Game Gear-versie bevatten twee van de drie “verloren levels” die op de Mega Drive-versie alleen als abonnee van Sega Channel waren te spelen. Verder heeft Garfield in de Game Gear-versie niet in elk level andere kleding aan.
Ook de wapens zijn hier in alle levels hetzelfde: zijn korteafstandswapen is een vuistslag en zijn langeafstandswapens zijn stenen. Er zitten geen onsterfelijkheidsitems in deze versie van het spel. Er is een soort bonuslevel dat de speler binnen kan gaan na het vinden van een icoon in de vorm van Arlenes gezicht. In dit level moet de speler binnen een tijdslimiet Jons huis overhoop halen. Als dat lukt, is de beloning een extra leven.
- Cave Cat 3,000,000 BC
- Curse of Cleofatra
- Bonehead the Barbarian
- Count Slobula's Castle
- Revenge of Orangebeard
- Slobbin' Hood
- Catsablanca
- Television Wasteland

### PC
De PC-demo bevay de helft van de levels "Cave Cat" en "Cleofatra". In het volledige spel zitten de volgende levels:
- Cave Cat 3,000,000 BC
- Curse of Cleofatra
- Count Slobula's Castle
- Revenge of Orangebeard
- Catsablanca
- Alien Landscape 
 een sciencefictionomgeving. De wapens zijn een lichtzwaard (uit Star Wars) en raketten. De eindbaas is een vliegende schotel.
- Season Finale